# Старики на уборке хмеля
«Старики на уборке хмеля» (чеш. Starci na chmelu) — цветной художественный музыкальный фильм производства ЧССР, снятый Ладиславом Рихманом на сюжет Вратислава Блажека (который выступил и как автор текстов песен). Молодёжная мелодрама 1964 года пользовалась популярностью в советском прокате.

## Сюжет
Сквозными персонажами фильма являются три гитариста в чёрном, песни которых обрамляют повествование и временами комментируют действия героев. В начале они предупреждают о том, что расскажут «грустный случай», который мог произойти с любым 18-летним парнем или девушкой, поэтому родителям стоит внимательнее отнестись к этой истории.
Действие разворачивается летом во время уборки хмеля отрядом старшеклассников (сами себя они называют «старики»). Из-за красавицы Ганки возникает конфликт между Филипом и Гонзой. Однажды Ганка приходит на ужин не в рабочей одежде, а в силоновом платье и красивой шляпке. Гонза ставит ей подножку, из-за чего она проливает на себя суп, и Филип бросается на него с кулаками. Учительница просит Филипа не конфликтовать, а председатель колхоза ставит Гонзу в пример как работника, который собирает в день больше всего корзин хмеля.
Ночью Ганке не спится, и из общей девичьей спальни она пробирается на чердак, где, как она обнаруживает, поселился Филип. Филип показывает Ганке своё жилище, в том числе библиотеку любимых книг (Масарик, Сенека, Маркс, Ленин, Шопенгауэр). Он также признаётся Ганке в любви, однако она воспринимает его признание спокойно и, как он вскоре замечает, засыпает в кресле под одеялом. Счастливый от присутствия Ганки, Филип играет ей на фисгармонии и поёт. Привлечённые звуками, снизу приходят девушки и гневно обличают Филипа в том, что он один занял целый просторный чердак. Просыпается Ганка, и все уходят, считая, что помешали влюблённым. Ганка возвращается в девичью комнату, а Филип, которого девушки перед этим окунули в бочку с водой, засыпает и видит удивительный сон. Ему снится, что всех юношей и девушек в отряде распределили по парам и выдали им по отдельной квартире. Сила любви способствовала тому, что план по сбору хмеля был очень скоро перевыполнен. Молодых посещают счастливые родители, о них снимаются телерепортажи.
В реальности всё не так радужно. На следующий день на уборке хмеля Гонза и его дружки требуют у Филипа, чтобы вечером он ушёл с чердака, который займёт сам Гонза. При этом вечером Ганка приходит к Филипу со своим матрасом, чтобы жить вместе с ним «как сестра с братом». Гонза и его дружки приходят и уходят.
Проходит некоторое время, уборка хмеля заканчивается. Гонзе как лучшему работнику дарят огромный торт, по случаю окончания уборки устраиваются танцы. После танцев дружки Гонзы привязывают Филипа в лесу, а Гонза приходит к Ганке, но она убегает от него. Филип освобождается, и они с Ганкой снова уходят к себе на чердак. Однако туда вскоре приходит учительница с председателем, который разыскивает пропавшие у него вещи и которому в окно бросили записку о том, что их надо искать у Филипа. Учительница и председатель понимают, что с Филипом живёт девушка, но не узнают, кто это, потому что Ганка прячется за ширмой. Ганке дают уйти незамеченной, а Филипа запирают. Ночью преподаватели требуют от Филипа объяснений, но он говорит, что между ним и девушкой (имя которой он отказывается назвать) не было того, в чём их обвиняют. После этого Филипа запирают на чердаке, но Ганка приходит к нему и они проводят ночь вместе.
Утром происходит общее собрание школы. Филип и Ганка признаются, что теперь подозрения окружающих оправдались. Их исключают из школы, и они уезжают на автобусе. Во дворе, где вся школа провожает пару, все поворачиваются к Гонзе спиной.

## В ролях
- Владимир Пухольт — Филип (дубляж: Игорь Ясулович)
- Ивана Павлова (чеш.) — Ганка (дубляж: Роза Макагонова)
- Милош Завадил — Гонза (дубляж: Ярослав Барышев)
- Ирена Качиркова — учительница (дубляж: Вера Енютина)
- Йозеф Кемр — председатель колхоза (дубляж: Владимир Кенигсон)
- Любуше Хавелкова — Катерина
- Владимир Клос — Карел
- Владимир Клоубек — Йирка
- Йозеф Коничек — гитарист
- Йозеф Лауфер — гитарист
- Петр Музил — гитарист
- Зузана Саврдова — Бозка

### Исполнители песен
- Карел Готт
- Йозеф Зима
- Яна Петру
- Карел Шфедры
- Яна Малхнехтова и др.

## Отзывы и влияние
В 1967 году с очерком о фильме выступила в журнале «Семья и школа» литературный критик Эдварда Кузьмина. Она отметила, что в фильме «шумное всеобщее вмешательство в первое робкое чувство подростков приводит к обратному результату. Толкают подростков к тому, от чего хотят уберечь». Чешский фильм заканчивается на оптимистической ноте: «Филипп и Ганка повзрослели в испытаниях, нашли друг в друге нравственную опору и с надеждой устремляются навстречу новой жизни». Как пример близкой истории, в которой вмешательство взрослых приводит к трагической развязке, критик указывает на советский фильм «А если это любовь?».
Актёр и режиссёр Ян Верих:
Мне очень понравились «Старики на уборке хмеля» — удачная попытка создания мюзикла. В фильме чувствуется влияние «Вестсайдской истории», но это не страшно: в искусстве всегда одно вытекает из другого. Сценарий Вратислава Блажека и Ладислава Рихмана великолепен! Он написан просто, весело, с большими симпатиями к молодёжи.
Киновед Андрей Халпахчи:
Моральное сопротивление — это ведь не только о политике. Взять ту же пражскую школу: помню, меня в 16 лет поразила картина «Старики на уборке хмеля». Да она же просто антисоветская! Потому что молодёжь в ней была не такая, какой её хотела видеть и показывать система.
В том же 1964 был снят другой знаменитый чешский музыкальный фильм — «Лимонадный Джо», котором в качестве одного из композиторов также выступил Властимил Гала (чеш. Vlastimil Hála), а одним из исполнителей песен был Карел Готт. Как отмечает киновед Сергей Лаврентьев, несмотря на отсутствие в прокате того времени главных лент чехословацкой «новой волны», «тотальная популярность» развлекательной кинопродукции ЧССР (такой, как «Лимонадный Джо», «Старики на уборке хмеля», «Призрак замка Моррисвиль», «Конец агента») свидетельствовала о том, что, тем не менее, «магистральные идеи „новой волны“, существующие здесь в „снятом виде“ (иронический скепсис в отношении к жизни, например), были не только донесены до нашего зрителя, но и восприняты им».

## Дополнительные факты
- По воспоминаниям Матвея Ганапольского, во время его юности в киевском кинотеатре «Жовтень» произошёл следующий казус: на афише название нового фильма было написано ошибочно как «Старики на уборке хлеба». Эту надпись впоследствии сфотографировали и опубликовали в юмористическом журнале «Перец»[6].